# Люсьєн Февр
Люсьєн Февр (фр. Lucien Febvre ; 22 липня 1878, Нансі — 26 вересня 1956, Сент-Амур (Жура)) — французький історик. Один із засновників школи «Анналів».

## Біографія
Народився 22 липня 1878 року в Нансі в родині університетського професора-філолога, який зацікавив сина класичними мовами й античною культурою. Вже у семирічному віці Люсьєн переклав з давньогрецької на французьку діалог Платона Тімей.
Закінчив Вищу Нормальну школу в Парижі, де насамперед вивчав історію і географію. По закінченні працюював вчителем у ліцеї й паралельно писав дисертацію про Філіппа II Габсбурга та Франш-Конте, яку захистив у 1911 році. З 1912 до 1914 року був професором Діжонського університету. Брав участь у Першій світовій війні.
У 1919 році одержав посаду в Страсбурзькому університеті, де познайомився з Марком Блоком, який став його близьким другом. У 1929 році Марк Блок і Люсьєн Февр заснували журнал «Аннали економічної та соціальної історії» (з 1946 р. — «Аннали. Економіка. Товариства. Цивілізації»), навколо якого сформувалася так звана школа «Анналів», що здійснила переворот в історичній науці. Після смерті Марка Блока Февр сам очолював журнал «Аннали». 1933 року був запрошений до Колеж де Франс. Разом з Антуаном де Монзі заснував Французьку енциклопедію (21 том), що видавалася з 1935 до 1966 років.
Помер 26 вересня 1956 року в містечку Сент-Амур в департаменті Жура.

## Наукова діяльність
Февр — вчений енциклопедичної освіченості та широкого кола інтересів, автор досліджень з історії XVI століття: «Доля Мартіна Лютера» (1928), "Оріген і Деперьє, або Загадка «Кимвал світу» (1942), «Навколо Гептамерону, любов священна і любов мирська» (1944), «Проблема зневіри в XVI столітті: релігія Рабле» (1942). Його діяльність не вичерпувалася дослідженням культури й психології людей XVI ст. Февр багато зробив для утвердження нових принципів історичного пізнання, присвятив свою творчість «боям за історію», за нову історичну науку — науку про людину, її ментальності, особливості її світосприйняття, про стереотипи мислення, почуття.
Февр закликав розширити методологію історичної науки, не спиратися виключно на письмові джерела. Він наполягав на необхідності вивчення минулого із залученням даних та методів археології, соціології, історії мови, техніки, релігії, агрокультури тощо. Вся діяльність Февра як організатора науки була спрямована на оновлення гуманітарного знання, на створення видань та установ, у рамках яких мали взаємодіяти вчені різних гуманітарних спеціальностей: журнал «Аннали», серія «Французька Енциклопедія» (з 1932), VI секція.
Ключові поняття Люсьєна Февра — «епоха» і «цивілізація». Загальний характер світосприймання, стиль життя, мова культури тощо не залежать від соціальних груп та індивідів, а задаються їм цивілізацією в цілому і певною епохою. Він запровадив у науці поняття «ментальність», що означає у нього та інших послідовників Школи «Анналів» як умонастрій, так і масові психологічні установки й колективні уявлення. Ментальна сфера, на думку Февра, об'єднує всіх представників певної цивілізації та певної епохи. Ментальність — це сфера неусвідомленого, тож джерелами її вивчення мають бути всі результати людської діяльності: не тільки писані тексти, але й знаряддя праці, символічні ритуали, вірування й таке інше. Февр вважав історичним питанням навіть наче б то суто фізіологічні явища, так він стверджував, що люди Середньовіччя й епохи Відродження при сприйнятті навколишнього середовища більше орієнтувалися на слух, ніж на зір. Так само явища економічного життя для Февра є насамперед психологічними феноменами, фактами вірувань і переконань.
Люсьєн Февр також зіграв важливу роль у становленні окремої історичної дисципліни «Історія книги». У 1950-х роках він зайнявся дослідженням причин і наслідків винаходу друкарства. Він запросив молодого бібліографа, історика Анрі-Жан Мартена для спільної роботи і довірив йому редагування та підготовку видання до друку. Після смерті Февра в 1956 р. Мартен продовжив роботу і в 1958 р. випустив книгу під назвою «L'apparition du livre» («Поява книги»). Саме на основі співпраці з Февра, Мартен став послідовно розвивати історію книги як дисципліну, з огляду на основні принципів школи «Анналів».
Деякі сучасні дослідники закидають Февру та іншим представникам школи Анналів надмірне нехтування соціальною історією та скептичне ставлення до теоретичної рефлексії.

## Вибрані праці
- Philippe II et la Franche-Comté. Étude d'histoire politique, religieuse et sociale, Paris, Honoré Champion, 1911, 808 p.
- Notes et documents sur la Réforme et l'Inquisition en Franche-Comté, Paris, 1911, 336 p.
- Histoire de la Franche-Comté, Paris, Boivin, 1912, 260 p.
- La Terre et l'évolution humaine, Paris, Albin Michel, " L'évolution de l'Humanité ", 1922.
- Un Destin. Martin Luther, Paris, Presses Universitaires de France, 1928.
- Civilisation. Évolution d'un mot et d'un groupe d'idées, Paris, Renaissance du livre, 1930, 56 p.
- Le Rhin. Problèmes d'histoire et d'économie, Paris, Armand Colin, 1935.
- (dir.) : Encyclopédie française, 11 volumes parus de 1935 à 1940.
- Le Problème de l'incroyance au XVIe. La religion de Rabelais, Paris, Albin Michel, Coll. L'évolution de l'humanité, 1942, 548 p.
- Origène et Des Périers ou l'énigme du Cymbalum Mundi, Paris-Genève, Droz, 1942, 144 p.
- Autour de l'Heptaméron. Amour sacré, amour profane, Paris, Gallimard, 1944, 300 p.
- Les Classiques de la liberté : Michelet, Lausanne, Traits, 1946, 162 p.
- Combats pour l'histoire, Paris, Armand Colin, 1953, 456 p.
- Au cœur religieux du XVIe, Paris, SEVPEN, 1957, 359 p.
- (У співавторстві з Анрі-Жаном Мартеном[en]) L'Apparition du livre, Albin Michel, Paris, 1958 (réimpr. 1971, 1999), 19×12,5 cm, 600 p.
- Pour une histoire à part entière, Paris, SEVPEN, 1962, 860 p.